# Fragarach
Na mitologia irlandesa, Fragarach - também conhecida como a "Respondente" ou a "Retaliadora" - foi a espada de Manannan Mac Llyr e Lugh Lamfada.  
Forjada pelos deuses, primeiramente ela esteve em posse de Manannan antes deste passá-la para Lugh (seu filho adotivo). Lugh por sua vez a presenteou à Cúchulainn e, mais tarde, Conn Cétchathach.
Em diversas lendas, Fragarach é atribuída com toda uma variedade de poderes; dentre os quais o mais famoso é a capacidade de, ao ser apontada para a garganta de um oponente, impedi-lo de se mover e força-lo a responder verdadeiramente a qualquer pergunta - dai o nome "Respondente". Outras habilidades incluem atravessar quaisquer obstáculos (sejam estes armaduras, escudo ou paredes), controlar os ventos, deslocar-se da bainha para a mão do usuário por conta própria ao receber um comando mental e causar ferimentos que nunca saram.

## Ligações Externas
- Objetos célticos
- Enciclopédia dos Celtas